# Stereonephthya japonica
Stereonephthya japonica is een zachte koraalsoort uit de familie Alcyoniidae. De koraalsoort komt uit het geslacht Stereonephthya. Stereonephthya japonica werd in 1954 voor het eerst wetenschappelijk beschreven door Utinomi. 